# 何允升
何允升（1545年—？），字吉甫，號晋吾，河南開封府杞縣人，匠籍，明朝政治人物、進士出身。

## 生平
隆庆四年（1570年）庚午科河南鄉試第六十一名，萬曆二年（1574年）登甲戌科會試第二百八名，第三甲第四十三名進士。授猗氏、平乡二知县，升蒲州知州，官至兵部武选司员外郎。

## 家族
曾祖父何景隆；祖父何立賢，曾任倉大使；父何仕，字顯夫，曾任鎮西衛經歷。母張氏。重庆下。与叔父何倬同科進士。